# Diocesi di Castra di Marte
La diocesi di Castra di Marte (in latino: Dioecesis Castromartiana) è una sede soppressa e sede titolare della Chiesa cattolica.

## Storia
Castra di Marte, identificabile con Kula nell'odierna regione di Vidin in Bulgaria, è un'antica sede vescovile della provincia romana della Dacia Ripense nella diocesi civile di Dacia, suffraganea dell'arcidiocesi di Raziaria.
L'unico vescovo noto è Calvo, che prese parte al concilio di Sardica del 343.
Dal 1933 Castra di Marte è annoverata tra le sedi vescovili titolari della Chiesa cattolica; dal 20 novembre 2000 il vescovo titolare è Piotr Kryk, già esarca apostolico di Germania e Scandinavia.

## Cronotassi dei vescovi
- Calvo † (menzionato nel 343)

## Cronotassi dei vescovi titolari
- Platon Volodyslav Kornyljak † (17 aprile 1959 - 1º novembre 2000 deceduto)
- Piotr Kryk, dal 20 novembre 2000